# Шпање Поље
Шпање Поље (слч. Španie Pole) насељено је мјесто са административним статусом сеоске општине (слч. obec) у округу Римавска Собота, у Банскобистричком крају, Словачка Република.

## Становништво
| Година:    | 1994. | 2004.    | 2014.   | 2024.    |
| ---------- | ----- | -------- | ------- | -------- |
| Број људи: | 107   | 87       | 83      | 72       |
| Разлика:   |       | -18,69 % | -4,59 % | -13,25 % |

| Година:    | 2023. | 2024.   |
| ---------- | ----- | ------- |
| Број људи: | 76    | 72      |
| Разлика:   |       | -5,26 % |

Према подацима о броју становника из 2011. године насеље је имало 86 становника.